# Геличхани, Парвиз
Парвиз Геличхани (перс. پرویز قلیچ‌خانی‎; 4 декабря 1945, Тегеран) — иранский футболист, в прошлом капитан национальной сборной Ирана. В настоящее время он живёт во Франции, где является редактором и издателем политического журнала. Победитель Кубка Азии 1968, 1972 и 1976 годов.

## Футбольная карьера

### Клубная
Он играл за молодёжные клубы «Адиб» и «Альборз». На взрослом уровне выступал за клубы «Киан», «Эстегляль», ПАС, «Огаб», «Дараеи» и «Персеполис». После уехал в США, где играл за «Сан-Хосе Эртквейкс» в Североамериканской футбольной лиге.
В 1970 году Геличхани выиграл клубный чемпионат Азии. Он выиграл много национальных титулов, в том числе становился чемпионом Ирана в 1971 году. На разных этапах своей карьеры ему приходили предложения от немецких, греческих и турецких футбольных клубов, но Геличхани все предложения отклонял.

### Международная

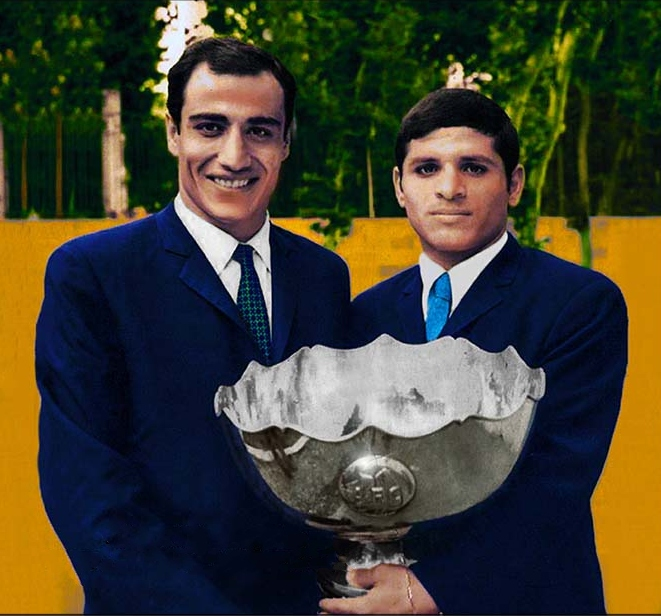
Джалаль Талеби и Парвиз Геличхани с Кубком Азии 1968 года

В 19 лет Геличхани дебютировал за сборную Ирана в матче летних Олимпийских игр 1964 года против сборной ГДР. Он был самым молодым иранским игроком на Олимпийских Играх. Позже он был капитаном Ирана на летних Олимпийских играх 1972 и 1976 годов. Он сыграл две игры в 1964 году, три в 1972 году и три в 1976 году.
Геличхани три раза подряд выигрывал Кубок Азии в составе Ирана: в 1968 (где он забил победный гол в последней игре в ворота Израиля 2:1), в 1972 и в 1976 годах, на последнем он был капитаном команды. В 1966 году он завоевал серебряную медаль Азиатских игр в Таиланде, в 1974 году он был капитаном иранской команды, выигравшей футбольный турнир Азиатских игр в Тегеране.
В марте 1977 года он сыграл свой последний матч за Иран, это была товарищеская игра против Венгрии. Всего Геличхани сыграл 66 матчей и забил 14 голов за сборную Ирана. Один из его самых запоминающихся голов был в отборочном матче чемпионата мира 1974 года против Австралии в Тегеране.

## Политическая деятельность
Геличкани придерживался левых политических взглядов и находился в оппозиции к режиму шаха Пехлеви. Он был арестован САВАК в феврале 1972 года, и провёл два месяца в заключении. Геличхани подвергали суровым допросам за его антиправительственные настроения, а также за чтение нескольких запрещенных политических книг. Он был противником системы, которая была установлена после иранской революции. Геличкани пропустил чемпионат мира 1978 года из-за своей оппозиции к режиму.
Из-за своей политической деятельности до и после революции Геличкани покинул страну и перебрался в Париж.
В период с 1991 по 2014 год Геличхани был редактором Arash, журнала с комментариями о политике и культуре, в основном посвященного иранской проблематике, который издавался во Франции.
Геличкхани был отмечен в декабре 2007 года в Сиднее, в рамках празднования столетия издания Arash, в церемонии, где гостем был Рале Рашич. Рашич был тренером сборной Австралии, когда она столкнулась с Ираном в отборе к чемпионату мира 1974 года.

## Достижения
«Эстегляль»
- Чемпион Ирана: 1970/71
- Победитель клубного чемпионата Азии: 1970
- Чемпион Тегерана: 1968/69, 1970/71

«Дараэй»
- Чемпион Тегерана: 1974/75

Сборная Ирана
- Обладатель Кубка Азии: 1968, 1972, 1976
- Победитель Азиатских игр: 1974